# 29 de diciembre
El 29 de diciembre es el 363.er (tricentésimo sexagésimo tercer) día del año en el calendario gregoriano, y el 364.º (tricentésimo sexagésimo cuarto) en los años bisiestos. Quedan dos días para finalizar el año.

## Acontecimientos
- 418: Bonifacio I es elegido papa.
- 603: Witerico, rey de la España visigoda, usurpa el poder tras encabezar una revuelta de nobles.
- 1170: Tomás Becket, arzobispo de Canterbury, es asesinado por cuatro caballeros y por encomienda de Enrique II de Inglaterra.
- 1370: El soldado ilicitano, Francesc Cantó, que hacía guardia en la playa del Tamarit (en Santa Pola, hoy en día), vio en el mar una caja cerrada. Esta caja llevaba escrito en la tapa Soc per a Elx (‘Soy para Elche’, en valenciano) y dentro había una imagen de la Virgen y la consueta del Misterio de Elche
- 1489: en España, la villa musulmana de Fiñana (Almería) es conquistada por las tropas cristianas de los Reyes Católicos.
- 1503: Batalla del Garellano, enfrentamiento bélico entre tropas francesas y españolas durante la segunda guerra de Nápoles.
- 1566: en Rostock (Alemania), el astrólogo danés Tycho Brahe (1546-1601) se bate en duelo con un aristócrata que se burló de su predicción astrológica acerca de la futura muerte de Solimán el Magnífico, que había muerto el 6 de septiembre.
- 1587: en el corral de la Cruz de Madrid, el dramaturgo Lope de Vega es detenido y encarcelado, acusado de difamación.
- 1609: en Paraguay se funda la ciudad de San Ignacio Guazú.
- 1711: Felipe V funda en Madrid la Biblioteca Nacional de España.
- 1775: en Guatemala se funda oficialmente la ciudad de Nueva Guatemala de la Asunción.
- 1813: Napoleón Bonaparte obliga a su hermano José a que abdique de la corona de España.
- 1820: se proclama la independencia de Trujillo, Perú, de España.
- 1823: Chile promulga una nueva Constitución Política.
- 1825: en Bolivia Simón Bolívar renuncia a la presidencia de la República, la cual es asumida por Antonio José de Sucre.
- 1841: en Chile se le concede por gracia la nacionalidad chilena al naturalista francés Claudio Gay.
- 1845: Estados Unidos se anexiona el estado mexicano de Texas (cumpliendo la doctrina del destino manifiesto).
- 1854: en Valladolid (España) se publica el primer número de El Norte de Castilla, diario que se sigue editando actualmente.
- 1858: en Madrid (España) se constituye la Compañía de los Ferrocarriles del Norte de España para la construcción de la línea Madrid-Irún.
- 1863: en Egipto se inaugura el Canal de Suez, uniendo las aguas del mar Mediterráneo y del mar Rojo.
- 1865: en Tetela de Ocampo, Puebla, México se lleva a cabo una batalla entre la legión austro-húngara y el Sexto Batallón de Puebla.
- 1874: en Sagunto (España), el general Martínez Campos realiza el pronunciamiento de Sagunto a favor de la monarquía de Alfonso XII, terminando así la Primera República española.
- 1890: en Dakota del Sur (Estados Unidos) militares del 7.º Regimiento de Caballería asesinan a tiros (Masacre de Wounded Knee) a entre 135 y 300 indios lakotas (hombres, mujeres, niños y ancianos).
- 1902: el Gobierno austrohúngaro denuncia el tratado comercial con Italia.
- 1911: el presidente del Consejo de Ministros del Gobierno imperial chino, Yuan Shikai, y el Gobierno republicano provisional de Sun Yat-sen fijan la normativa para la designación de una Asamblea Nacional encargada de vigilar al futuro régimen.
- 1914: no se publican los periódicos belgas, en protesta contra la censura alemana.
- 1915: Pedro I de Serbia se refugia en la isla de Corfú, con los restos de su Ejército.
- 1917: en Buenos Aires, el Gobierno argentino embarca 24 000 toneladas de trigo para paliar el hambre en España.
- 1926: en Roma, Alemania e Italia firman un tratado de arbitraje.
- 1930: en Colombia, se perpetra la Masacre de Capitanejo.
- 1931: en Nueva York, la bailarina española Antonia Mercé «La Argentinita» debuta con gran éxito.
- 1933: en Rumania, miembros de la Guardia de Hierro asesinan al antifascista primer ministro Ion Gheorghe Duca.
- 1934: en el Teatro Español de Madrid se estrena la obra Yerma, de Federico García Lorca.
- 1937: tras la entrada en vigor de la nueva constitución irlandesa, Inglaterra declara que el Estado Libre de Irlanda sigue siendo parte integrante del Reino Unido de Gran Bretaña.
- 1943: Josip Broz Tito se convierte en mariscal y recibe plenos poderes en la clandestinidad.
- 1943: en el frente del Sangro, las tropas aliadas reanudan la ofensiva en Italia.
- 1945: en Madrid se estrena la película Los últimos de Filipinas, declarada de interés nacional.
- 1948: en Java (Indonesia) se suspenden las operaciones militares tras los combates entre aliados y Japón, en la Segunda Guerra Mundial.
- 1949: en Hungría se nacionalizan las empresas de más de 10 empleados.
- 1955: en la Unión Soviética, Nikolái Bulganin afirma ante el Sóviet Supremo que la Unión Soviética posee «el arma absoluta», un cohete intercontinental capaz de transportar la bomba H a una distancia de 4000 km.
- 1956: en París se estrena la película Baby Doll, de Elia Kazan.
- 1962: en el gran Premio de Sudáfrica, el británico Graham Hill se proclama campeón mundial de Fórmula 1.
- 1965: en Sídney (Australia), Australia gana la Copa Davis de tenis al derrotar a España en la final.
- 1968: El Club Atlético Vélez Sarsfield vence a Racing Club en el triangular final por 4-2 y se consagra campeón del Torneo Nacional 1968, en lo que fue su primer título de la historia.
- 1969: cese del ministro de Información y Turismo de España, Manuel Fraga Iribarne.
- 1970: en México se publica en el Diario Oficial de la Federación la creación del CONACYT, institución encargada de promover la investigación científica y la modernización tecnológica del país.
- 1976: en Buenos Aires, la dictadura de Videla (1976-1983) secuestra al sindicalista peronista Jorge Di Pascuale (47) y lo asesinará el 3 de febrero de 1977.
- 1978: en España entra en vigor la nueva Constitución.
- 1980: en la provincia china de Yunan se descubre el cráneo de un homínido de ocho millones de años de antigüedad.
- 1981: Julio Iglesias Puga, padre del cantante Julio Iglesias, es secuestrado por un comando de la banda terrorista ETA.
- 1983: Carolina de Mónaco, princesa de Mónaco y duquesa de Valentinois, se casa en segundas nupcias con el multimillonario italiano Stéfano Casiraghi.
- 1987: el cosmonauta soviético Yuri Romanenko toma tierra a bordo de la nave Soyuz TM-3, en el desierto de Kazajistán, tras permanecer 327 días en el espacio y convertirse en el hombre que ha soportado más tiempo la ingravidez espacial.
- 1989: la Asamblea Federal de Checoslovaquia elige unánimemente al dramaturgo Vaclav Havel nuevo presidente del país.
- 1989: el petrolero Aragón causa una marea negra de 25 000 toneladas de crudo en Madeira.
- 1989: en España se pone en marcha el índice Ibex 35 de la Bolsa de Madrid.
- 1990: en Colombia, el Partido Revolucionario de los Trabajadores abandona la lucha armada.
- 1990: en Argentina, el presidente Carlos Menem a cargo del P.E.N. sanciona el Decreto 2741/1990, indultando a los exmiembros de las juntas militares que en 1985 habían sido condenados por terrorismo de Estado.[1]
- 1991: el presidente de Uzbekistán, Islam Karimov, es reelegido en unos comicios en los que se respaldó la independencia de la república.
- 1992: Estados Unidos y Rusia firman un acuerdo sobre el tratado de reducción de armas nucleares estratégica (START II).
- 1992: Fernando Collor de Mello dimite como presidente de Brasil y es sustituido por Itamar Franco.
- 1992: en Kenia se celebran las primeras elecciones multipartidistas en 26 años, con afluencia masiva a las urnas.
- 1993: en Venezuela, la SUDEBAN autoriza el funcionamiento oficial del Banco Confederado como banco comercial.
- 1996: el gobierno de la República de Guatemala y la guerrilla firman los Acuerdos de Paz Firme y Duradera, poniendo fin a un conflicto armado interno de más de 30 años.
- 1997: el Gobierno de Hong Kong ordena matar todos los pollos para prevenir la gripe aviaria.
- 1997: Rusia firma un acuerdo para construir una planta nuclear de 3000 millones de dólares estadounidenses en China.
- 1997: en el Blue Mountains National Park, en el estado de Nueva Gales del Sur (Australia), la actriz Cate Blanchett (28) se casa con el guionista Andrew Upton (31).
- 1999: en Bonn (Alemania), la fiscalía decide investigar a Helmut Kohl por financiación ilegal de su partido, la CDU.
- 2001: en Lima (Perú), se produce un megaincendio causado por juegos pirotécnicos que destruye gran parte de la zona comercial conocida como Mesa Redonda, causando cerca de 480 muertos y varios cientos de heridos.[2]
- 2022: Muere el famoso futbolista brasileño Pele (Edson Arantes do Nascimento)

## Nacimientos
- 1530: Enrique XVI de Reuss-Gera, señor de Reuss-Gera (f. 1572).
- 1586: Francisco de Moncada, político y escritor español (f. 1635).
- 1709: Isabel I, emperatriz rusa (f. 1762).
- 1721: Madame de Pompadour, aristócrata francesa, amante del rey Luis XV (f. 1764).
- 1766: Charles Macintosh, inventor y químico británico (f. 1843).
- 1787: Tomás Lander, periodista, politólogo, empresario, editor y político venezolano (f. 1845).
- 1788: Tomás de Zumalacárregui, militar español, general en la Primera Guerra Carlista (f. 1835).
- 1800: Charles Goodyear, inventor estadounidense (f. 1860).

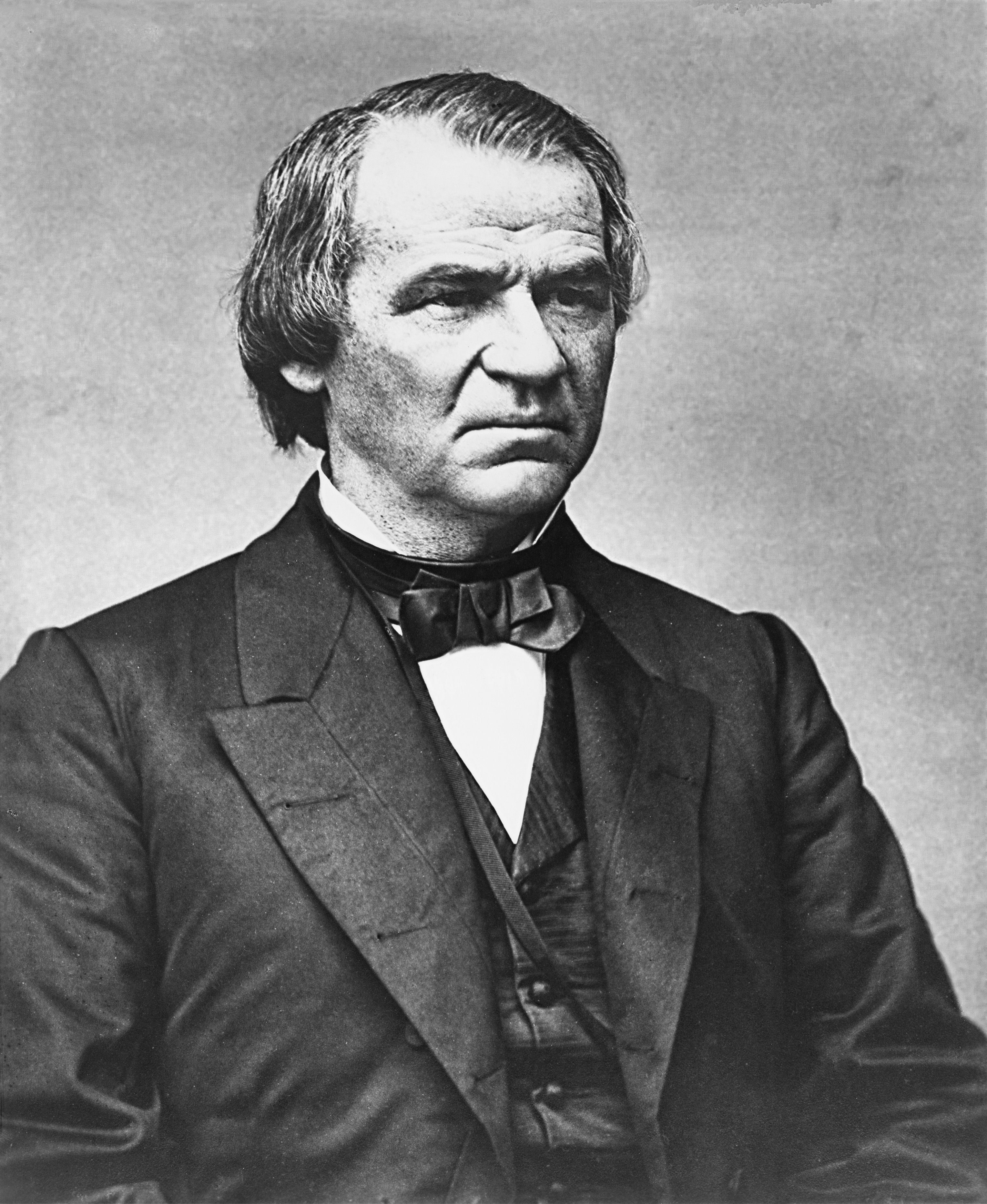
Andrew Johnson.

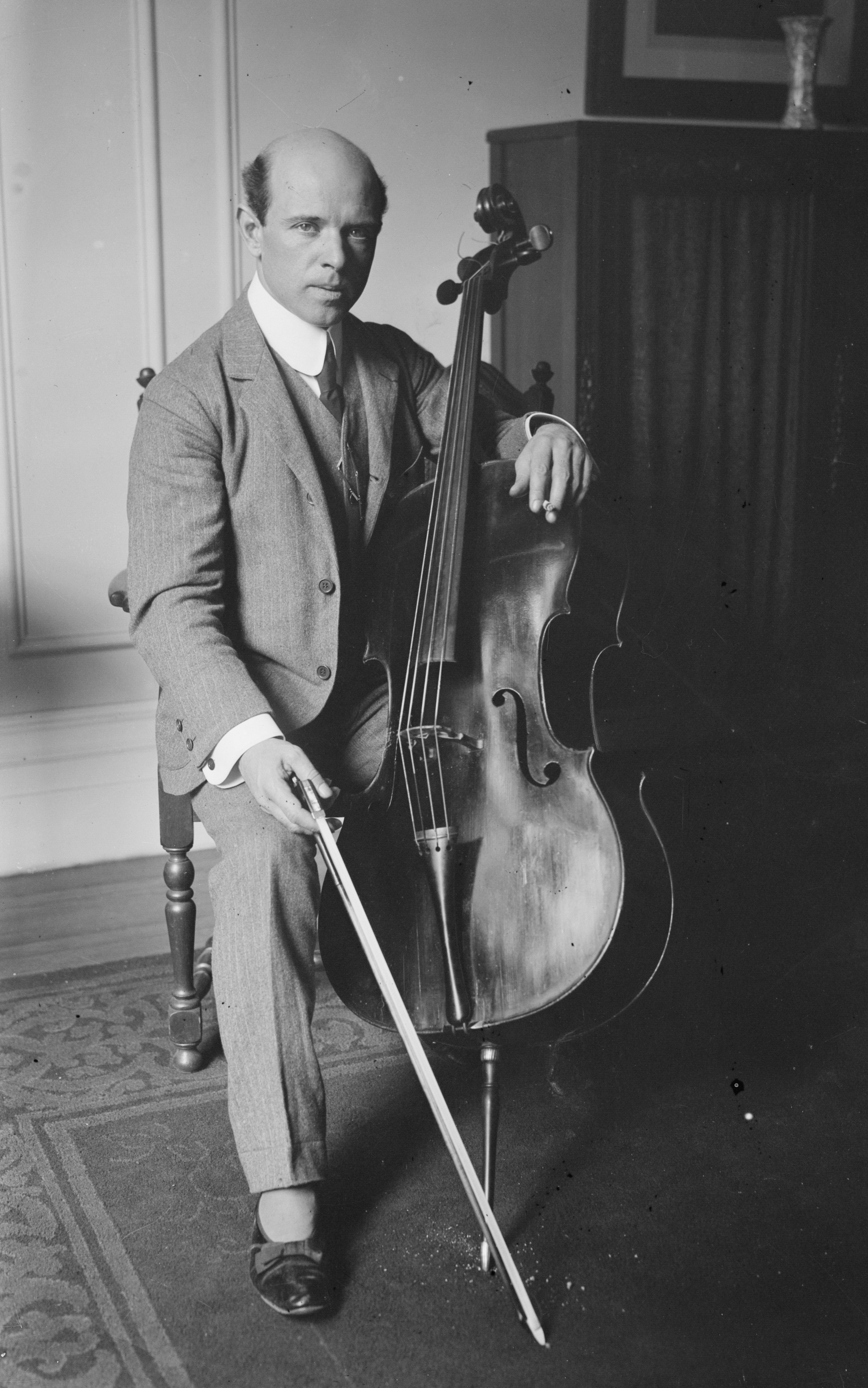
Pau Casals.

- 1808: Andrew Johnson, político estadounidense, 17.º presidente de los Estados Unidos (f. 1875).
- 1809: William Gladstone, estadista británico (f. 1898).
- 1813: Alexander Parkes, metalúrgico y inventor británico (f. 1890).
- 1843: Isabel de Wied, reina rumana (f. 1916).
- 1850: Tomás Bretón, compositor español (f. 1923).
- 1856: Thomas Joannes Stieltjes, matemático neerlandés (f. 1894).
- 1856: Graciano López Jaena, periodista filipino (f. 1896).
- 1859: Venustiano Carranza, presidente mexicano (f. 1920).
- 1864: Juan Bautista Benlloch y Vivó, obispo español (f. 1926).
- 1876: Pau Casals, músico español (f. 1973).
- 1881: Jess Willard, boxeador estadounidense (f. 1968).
- 1885: Bálint Hóman, historiador húngaro (f. 1951).
- 1889: José Aguerre, escritor y político español (f. 1962).
- 1890: Käthe Dorsch, actriz alemana (f. 1957).
- 1891: George Marshall, cineasta estadounidense (f. 1975).
- 1896: David Alfaro Siqueiros, pintor mexicano (f. 1974).
- 1896: Oswald Kabasta, director de orquesta austríaco (f. 1946)
- 1903: Cándido Portinari, pintor brasileño (f. 1962).
- 1910: Ronald Coase, economista británico (f. 2013).
- 1911: Bernard Saint Hillier, militar francés (f. 2004).
- 1913: Pierre Werner, político luxemburgués (f. 2002).
- 1914: Domènec Balmanya, futbolista y entrenador español (f. 2002).
- 1918: Mirtha Reid, actriz uruguaya (f. 1981).
- 1920: Josefa Iloilo, expresidenta de Fiyi entre 2000 y 2009 (f. 2011).
- 1920: Viveca Lindfors, actriz sueca (f. 1995).
- 1921: Dobrica Cosic, escritor y político nacionalista serbio (f. 2014).
- 1923: Cheikh Anta Diop, historiador y antropólogo senegalés (f. 1986).
- 1923: Gregorio López-Bravo, político español (f. 1985).
- 1924: Davey Lee, actor estadounidense (f. 2008).
- 1924: Francisco Nieva, autor teatral, escenógrafo, director de escena, narrador y dibujante español (f. 2016).
- 1925: Luis Alberto Monge Álvarez, político costarricense (f. 2016).
- 1925: Bernardino Landete, rejoneador y jinete español (f. 2010).
- 1925: Guillermo Soberón Acevedo, médico mexicano (f. 2020).
- 1926: Lautaro Murúa, actor argentino de origen chileno (f. 1995).
- 1928: Bernard Cribbins, actor, artista de comedia musical y doblador británico. (f. 2022)
- 1934: Ed Flanders, actor estadounidense (f. 1995).
- 1934: Rodolfo Kuhn, cineasta argentino (f. 1987).

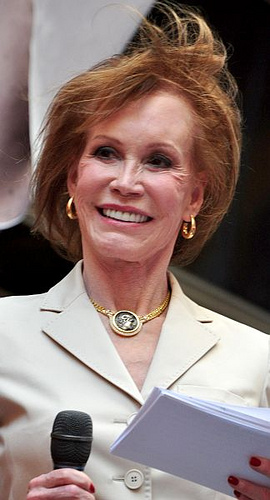
Mary Tyler Moore.

- 1936: Mary Tyler Moore, actriz estadounidense (f. 2017).
- 1936: Saúl Ubaldini, sindicalista argentino (f. 2006).
- 1937: Maumoon Abdul Gayoom, político maldivo.
- 1937: Edgardo Mesa, locutor, periodista y actor argentino (f. 2019).
- 1938: Jon Voight, actor estadounidense.
- 1939: Ed Bruce, cantautor y actor estadounidense (f. 2021).
- 1940: Alfonso Lizarazo, es un presentador de televisión y político colombiano.
- 1942: Rick Danko, músico canadiense, de la banda The Band (f. 1999).
- 1942: Jorge Alberto Leanza, árbitro de fútbol mexicano (f. 1991).
- 1943: Judy Henríquez, es una destacada primera actriz colombiana de cine, teatro y televisión.
- 1944: Norberto Madurga, futbolista argentino.
- 1946: Marianne Faithfull, cantante británica (f. 2025).
- 1946: Pablo Pérez-Mínguez, fotógrafo español (f. 2012).
- 1946: Luz Kerz, actriz argentina de teatro y televisión (f. 2019).
- 1947: Ted Danson, actor estadounidense.
- 1947: Cozy Powell, baterista británico, de la banda Whitesnake (f. 1998).
- 1948: Peter Robinson, político norirlandés.
- 1950: Luis Alberto de Cuenca, poeta, ensayista y filólogo español.
- 1950: Jon Polito, actor estadounidense (f. 2016).
- 1951: Pedro Catalano, futbolista argentino.
- 1951: Yvonne Elliman, cantante y actriz estadounidense.
- 1952: Mercedes Bengoechea, sociolingüista feminista española.
- 1953: Gali Atari, cantante israelí.
- 1953: Thomas Bach, presidente del Comité Olímpico Internacional.
- 1953: Matthias Platzeck, político alemán.
- 1953: Stanley Tookie Williams, pandillero estadounidense (f. 2005).
- 1954: Norihito, príncipe japonés (f. 2002).
- 1957: Bruce Beutler, inmunólogo y genetista estadounidense.
- 1958: Ana Curra, teclista y músico española.
- 1959: Patricia Clarkson, actriz estadounidense.
- 1959: Marco Antonio Solís, cantante y músico mexicano.
- 1960: Thomas Lubanga, político congoleño.
- 1961: Jim Reid, cantante escocés, de la banda The Jesús and Mary Chain.
- 1962: Carles Puigdemont, político catalán.
- 1962: Wynton Rufer, futbolista neozelandés.
- 1963: Dave McKean, ilustrador y diseñador británico.
- 1963: Ulf Kristersson, político sueco, primer ministro de Suecia desde 2022.
- 1965: Dexter Holland, músico estadounidense, de la banda The Offspring.
- 1967: Chris Barnes, cantante estadounidense, de la banda Cannibal Corpse.
- 1967: Evan Seinfeld, actor y músico estadounidense, de la banda Biohazard.
- 1967: Lilly Wachowski, cineasta estadounidense.
- 1969: Jennifer Ehle, actriz estadounidense.
- 1969: Allan McNish, piloto de automovilismo británico.
- 1970: Kevin Weisman, actor estadounidense.
- 1970: Enrico Chiesa, futbolista italiano.
- 1970: Cristian Montecinos, futbolista chileno.
- 1971: Niclas Alexandersson, futbolista sueco.
- 1972: Jason Kreis, futbolista estadounidense.

- 1972: Jude Law, actor británico.

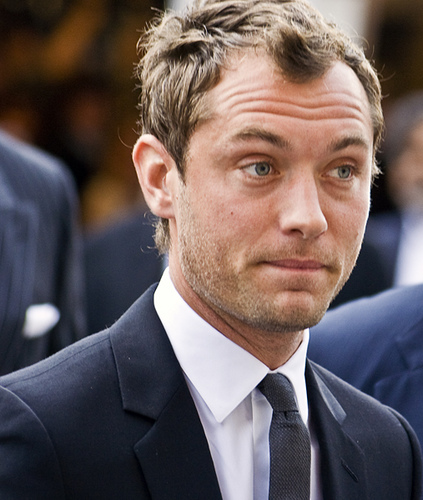
Jude Law.

- 1972: Jaromír Blažek, futbolista checo.
- 1973: Pimp C, rapero estadounidense (f. 2007).
- 1974: Lena Bogdanović, actriz serbia.
- 1974: Twinkle Khanna, actriz india.
- 1975: Teresa Perales, nadadora española.
- 1977: Katherine Moennig, actriz estadounidense.
- 1977: Miguel Ángel Villar Pinto, escritor español.
- 1977: Claudio Rodríguez Medellín, conductor mexicano de televisión.
- 1977: Claire Booth, condesa de Úlster
- 1978: Kieron Dyer, futbolista británico.
- 1979: Diego Luna, actor mexicano.
- 1980: Dorus de Vries, futbolista neerlandés.
- 1980: Ximena Ayala, actriz mexicana.
- 1981: Shizuka Arakawa, patinadora sobre hielo japonesa.
- 1981: Natalia Jiménez, cantante española, de la banda La Quinta Estación.
- 1982: Alison Brie, actriz estadounidense.
- 1983: Gonzalo Olave, actor chileno (f. 2009).
- 1983: Anderson Gonzaga, futbolista brasileño.
- 1984: Priscilla Rivera, voleibolista dominicana.
- 1984: Ronil Kumar, futbolista fiyiano.
- 1987: John Brayford, futbolista inglés.
- 1989: Kei Nishikori, tenista japonés.
- 1989: Jane Levy, actriz estadounidense.
- 1991: Denis Martin, piloto argentino de automovilismo (f. 2015).
- 1992: Mislav Oršić, futbolista croata.
- 1995: Ross Lynch, actor, cantante, instrumentista y bailarín estadounidense.
- 1996: Dylan Minnette, actor y músico estadounidense.
- 1996: Sana, cantante japonesa, integrante del grupo Twice.
- 1996: Roberto Gallinat, baloncestista estadounidense.
- 1997: Aimee Richardson, actriz británica.
- 1997: Michael Vogt, piloto de bobsleigh suizo.
- 1998: Paris Berelc, actriz estadounidense.
- 1998: Seamus Davey-Fitzpatrick, actor estadounidense.
- 1998: Victor Osimhen, futbolista nigeriano.
- 1998: Emily Willis, actriz pornográfica y modelo erótica estadounidense.
- 1998: Aisha Rocek, remera italiana.
- 1998: Jayvon Graves, baloncestista estadounidense.
- 1998: Mark Harris, futbolista galés.
- 1999: Francisco Trincão, futbolista portugués.
- 1999: Luca Rastelli, ciclista italiano.
- 1999: Andreas Skov Olsen, futbolista danés.
- 1999: Su Shihao, futbolista chino.
- 2000: Eliot Vassamillet, cantante belga.
- 2000: Julio Rodríguez, beisbolista dominicano.
- 2000: Yiren, cantante china, integrante del grupo Everglow.
- 2000: Pavel Šulc, futbolista checo.
- 2000: Francisco Villarroel, Maestro chileno contemporáneo.
- 2000: Bernardo Vital, futbolista portugués.
- 2004: Emanuel Zünd, futbolista liechtensteiniano.
- 2010: Savannah Phillips, miembro de la familia real británica.

## Fallecimientos
- 1170: Tomás Becket, prelado y político británico (n. 1118).
- 1606: Esteban Bocskai, aristócrata transilvano (n. 1557).
- 1689: Thomas Sydenham, médico británico (n. 1624).
- 1720: María Winkelmann-Kirch, astrónoma alemana (n. 1670).
- 1731: Luisa Hipólita de Mónaco, aristócrata monegasca (n. 1697).
- 1731: Brook Taylor, matemático británico (n. 1685).
- 1743: Hyacinthe Rigaud, pintor francés (n. 1659).
- 1814: Francisco Rousset de Jesús y Rosas, obispo mexicano (n. 1749).
- 1815: Sara Baartman, esclava sudafricana de la etnia san exhibida en circos británicos y franceses (n. hacia 1789).
- 1825: Jacques-Louis David, pintor francés (n. 1748).
- 1834: Thomas Robert Malthus, economista, clérigo y demógrafo británico (n. 1766).
- 1849: Dionisio Aguado y García, compositor y guitarrista clásico español (n. 1784).
- 1877: Adolfo Alsina, jurisconsulto y político argentino (n. 1829).
- 1879: Manuel de Araújo Porto-Alegre, poeta, dramaturgo, pintor, urbanista y diplomático brasileño (n. 1806).
- 1893: Leopold Kronecker, matemático alemán (n. 1823).
- 1894: Christina Rossetti, poetisa británica (n. 1830).
- 1894: Lucio Vicente López, escritor, periodista y político argentino (n. 1848).
- 1919: William Osler, médico canadiense (n. 1849).
- 1924: Carl Spitteler, escritor suizo, Premio Nobel de Literatura en 1919 (n. 1845).
- 1925: Anna Kulishova, anarquista rusa (n. 1855).
- 1925: Félix Vallotton, pintor y grabador francés (n. 1865).
- 1926: Rainer María Rilke, escritor austriaco (n. 1875).
- 1927: Francesco Flores D'Arcais, matemático italiano (n. 1849).
- 1957: Juan José Morosoli, escritor uruguayo (n. 1899).
- 1958: Doris Humphrey, coreógrafa y bailarina estadounidense (n. 1895).
- 1967: Paul Whiteman, director de orquesta y pianista estadounidense (n. 1890).
- 1970: Liliana Gelin, guerrillera argentina (n. 1949).
- 1972: Joseph Cornell, artista estadounidense (n. 1903).
- 1975: Francisco Díaz de León, dibujante mexicano (n. 1897).
- 1976: Joaquín Prieto Concha, abogado, empresario y político chileno (n. 1892).
- 1980: Manuel Gago, guionista y dibujante de historietas español (n. 1925).
- 1986: Harold Macmillan, primer ministro británico (n. 1894).
- 1986: Andrei Tarkovsky, cineasta ruso (n. 1932).
- 1990: Manuel Molina, poeta español (n. 1917).
- 1991: Gabriela Gili, actriz argentina (n. 1945).

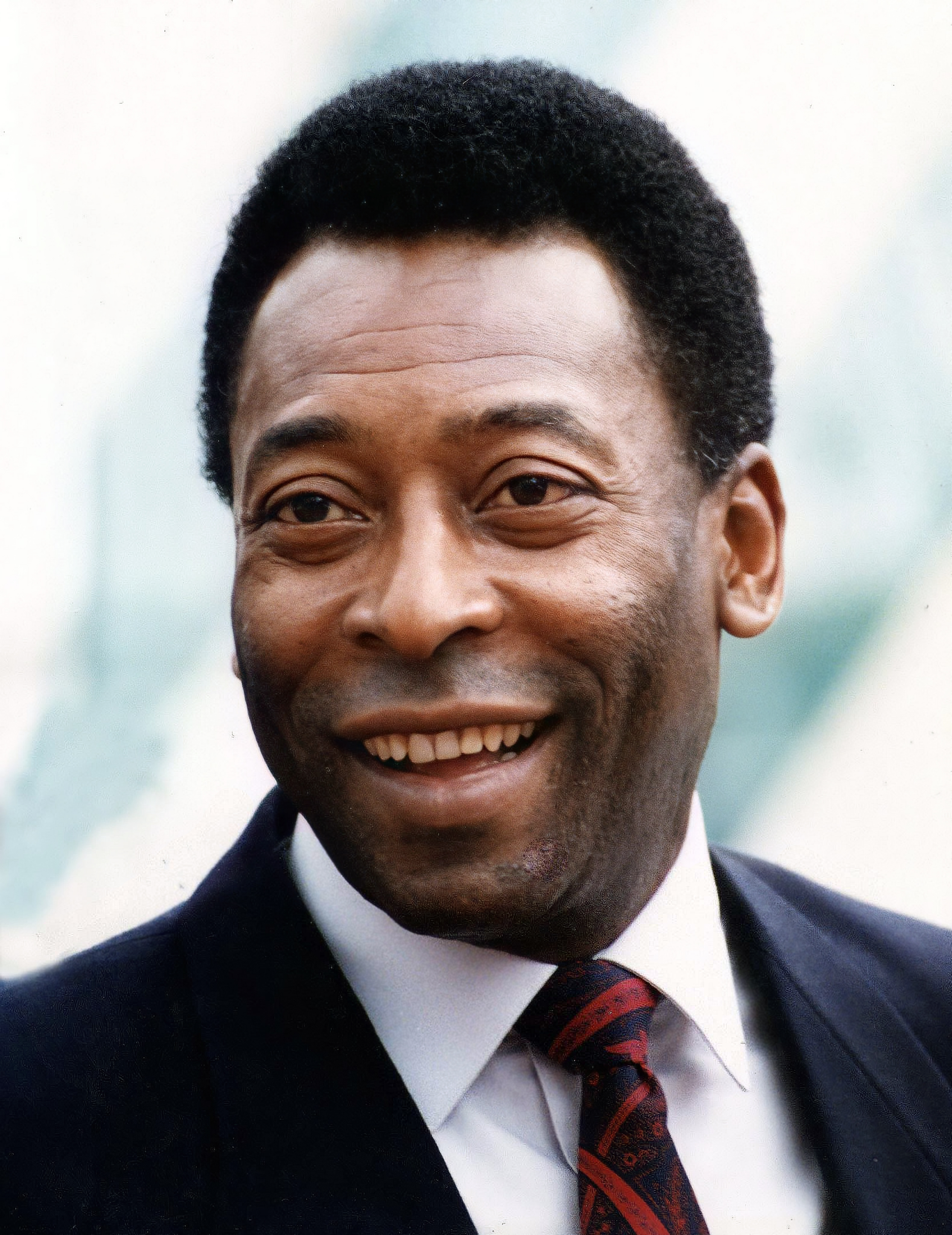
Pelé

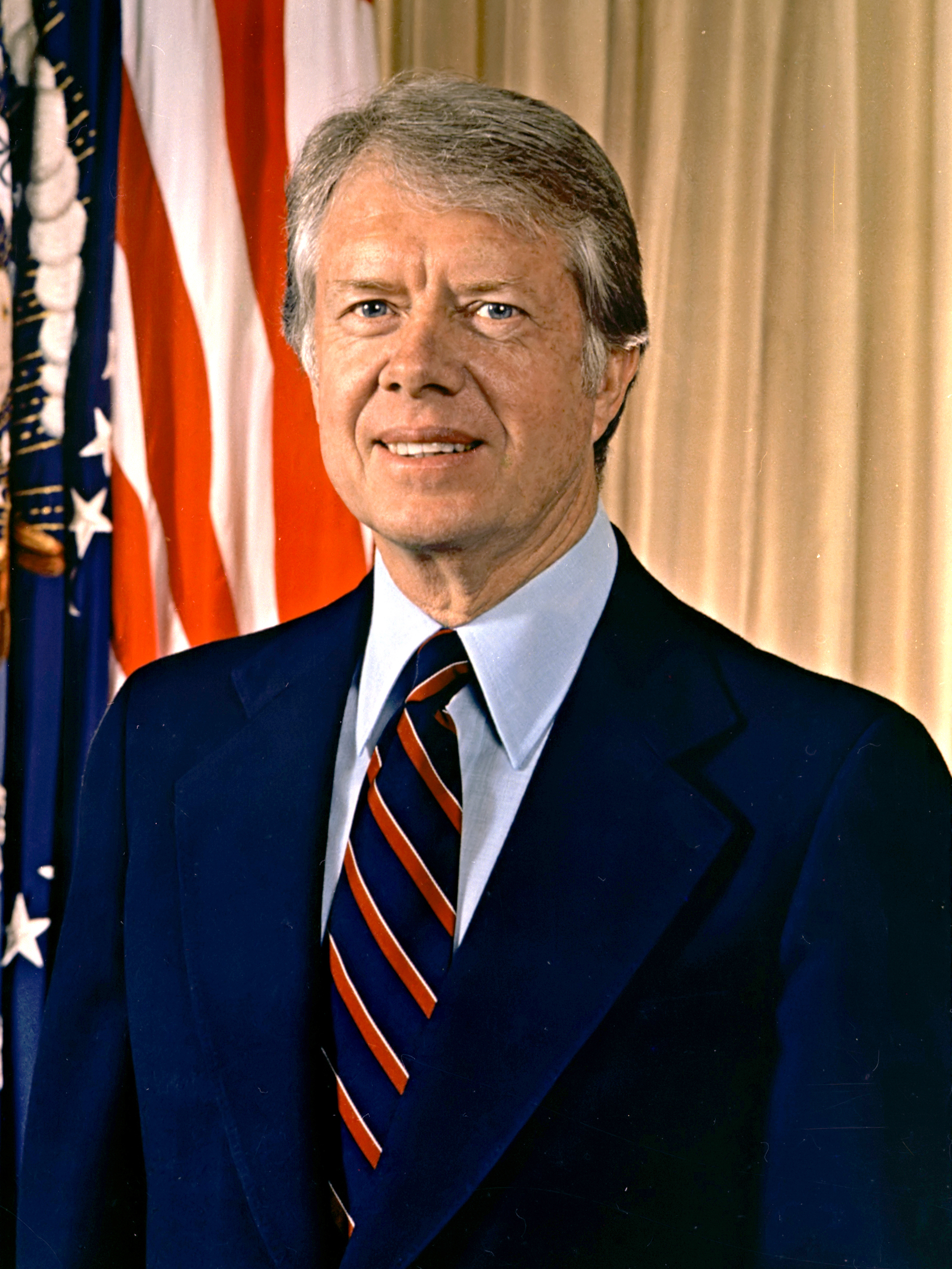
Jimmy Carter

- 2000: Enrique Cuenca, actor, imitador y comediante mexicano (n. 1940)
- 2002: Don Clarke, rugbista neozelandés (n. 1933).
- 2002: Lorenzo Miguel, dirigente sindical y empresario metalúrgico argentino (n. 1927).
- 2007: Phil O'Donnell, futbolista británico (n. 1972).
- 2007: Ramón Carnicer Blanco, escritor español (n. 1912).
- 2008: Freddie Hubbard, trompetista estadounidense de jazz (n. 1938).
- 2010: Avi Cohen, futbolista israelí (n. 1956).
- 2010: Manuel Veiga López, político español (n. 1935).
- 2010: Jorge Gabela, militar ecuatoriano. (n. 1954).
- 2011: Rosman García, pitcher venezolano (n. 1979).
- 2012: Alexandra Akimova, aviadora militar soviética (n. 1922)
- 2013: Wojciech Kilar, compositor polaco (n. 1932).
- 2014: Odd Iversen, futbolista noruego (n. 1945).
- 2015: Guru Josh, discjockey inglés (n. 1964).
- 2017: Pedro Osinaga, actor español (n. 1936).
- 2020: Pierre Cardin, diseñador de modas ítalo-francés (n. 1922).
- 2020: Luke Letlow, político estadounidense (n. 1979).
- 2021: Ricardo Bellveser escritor y periodista español (n. 1948).
- 2021: Alfonso Mejía, actor mexicano (n. 1934).
- 2022: Pelé, futbolista y entrenador brasileño (n. 1940).
- 2022: Ruggero Deodato, director de cine, actor y guionista italiano (n. 1939).
- 2023: Gil de Ferran, piloto de automovilismo brasileño de origen francés (n. 1967).
- 2024: Jimmy Carter, político estadounidense, Presidente de los Estados Unidos entre 1977 y 1981 y Premio Nobel de la Paz en 2002 (n. 1924).
- 2024: Tomiko Itooka, supercentenaria japonesa (n. 1908).

## Celebraciones

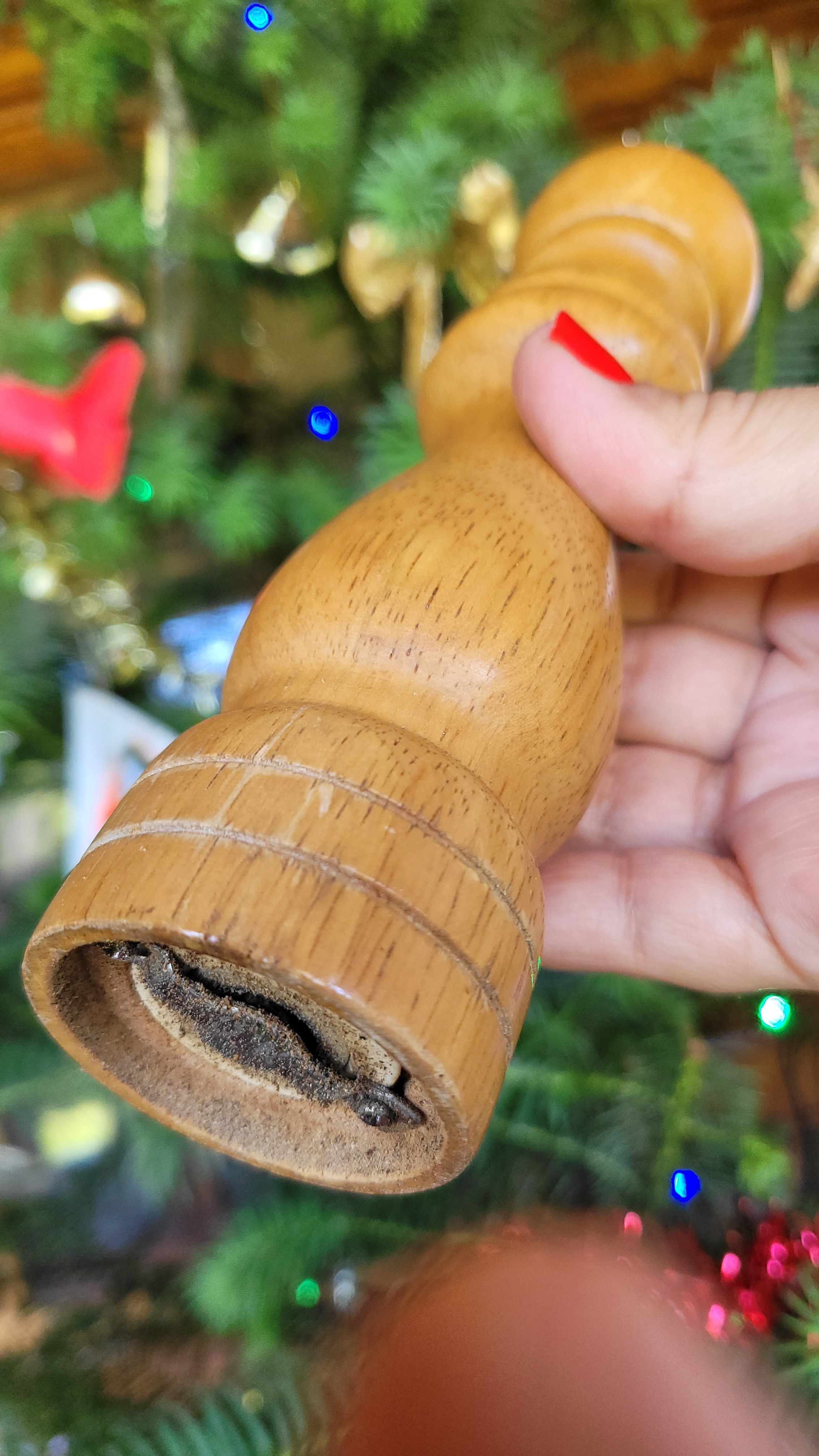
Día Mundial del Pimentero.

- Día Mundial del Pimentero.[3] Fecha dedicada a homenajear este invento creado para moler granos de pimienta, especia que se utiliza como condimento para cocinar. Se rinde homenaje a este utensilio creado este día en el año 1874, por Jean Pierre Peugeot.

- Día Internacional del Violonchelo o Chelo. Conmemora el cumpleaños del célebre chelista y director de orquesta Pau Casals, nacido el 29 de diciembre de 1876 en Vendrell, Tarragona, España, reconocido como uno de los cellistas más influyentes de la historia.

 Por países
(Por orden alfabético)
- Argentina: 
  - Día del Bromatólogo.[4] En conmemoración de la fecha de 1976 en la que se graduaron los primeros profesionales argentinos en esa ciencia. Un bromatólogo es un experto en la composición y características de los alimentos. Analiza la comida desde su materia prima hasta los productos terminados.

- España:
  - Beniaján, (Murcia):
    - La Merendona.

  - Vegas de Matute (provincia de Segovia):
    - Fiestas en la localidad.

- Estados Unidos:
  - Día del Tick Tock.[5] Recuerda que se debe completar cualquier asunto pendiente que deba abordarse antes de fin de año. Es posible que asuntos como compras comerciales más importantes y donaciones caritativas para el año fiscal deban tramitarse antes del 31 de diciembre.
(en inglés: Tick Tock Day).
  - Día del Pimentero. Sopa espesa y picante que es un plato básico estadounidense, especialmente en las regiones del sur. Se la conoció como "la sopa que ganó la guerra", porque les dio a los soldados del Ejército Continental en 1777, "el calor y la fuerza que necesitaban" para hacer retroceder a los enemigos durante el duro clima invernal.
(en inglés: National Pepper Pot Day).

- Irlanda:
  - Día de la Constitución de Irlanda. Entró en vigo el 29 de diciembre de 1937 (87 años). Este documento jurídico fundamental establece el sistema de gobierno del país y los derechos de sus ciudadanos.
(en inglés: Constitution Day).

- Mongolia: 
  - Día de la Independencia.

### Santoral católico

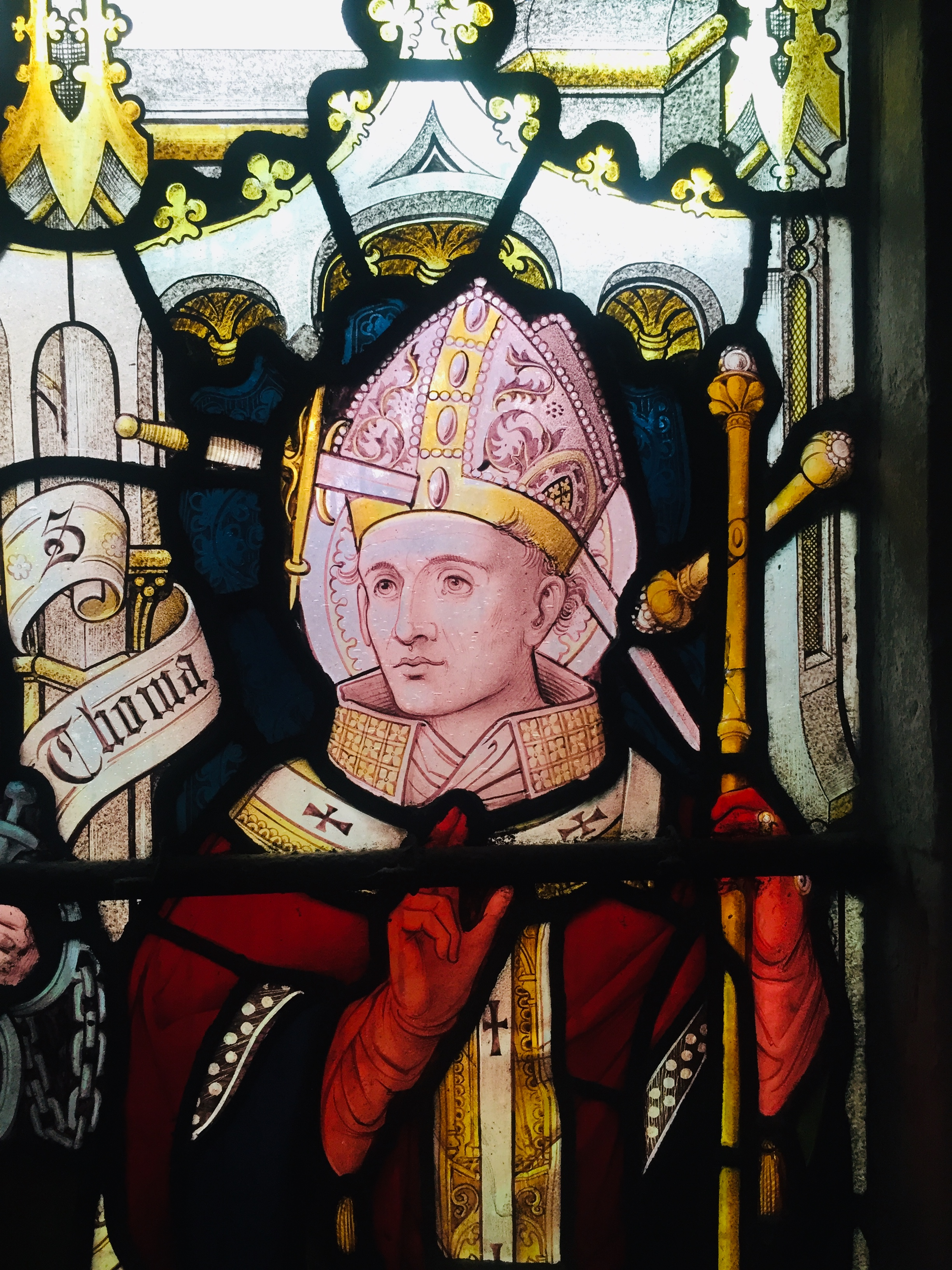
Santo Tomas Becket, obispo y mártir.

- Santo Tomas Becket, obispo y mártir (1170).[6] (imagen ilustrativa).
- San David, rey y profeta.
- San Trófimo de Arlés, obispo (s. III).
- San Libosio de Vaga, obispo y mártir (c. 258).
- San Martiniano de Milán, obispo (c. 431).
- San Marcelo de Constantinopla, abad (c. 480).
- San Ebrulfo de Oroër, abad (c. 596).
- Beato Gerardo Cagnoli, religioso (1342).
- Beato Guillermo Howard, mártir (1680).
- Santos Benedicta Ion Kyong-nyon, Pedro Ch’oe Ch’ang-hub, Bárbara Cho Chungi, Magdalena Han Yong-i, Isabel Chong Chong-hye, Bárbara Ko Sun-i y Magdalena Yi Yongdog, mártires (1839).
- Beato José Aparicio Sanz, presbítero y mártir (1936).
- Beatos Enrique Juan Requena y José Perpiñá Nácher, mártires (1936).
- Beato Juan Bautista Ferreres Boluda, presbítero y mártir (1936).